# Aline Rotter-Focken
Aline Rotter-Focken (10 maja 1991) – niemiecka zapaśniczka walcząca w stylu wolnym. Złota medalistka olimpijska z Tokio 2020 w kategorii 76 kg i dziewiąta w Rio de Janeiro 2016 w kategorii 69 kg.
Czterokrotna medalistka mistrzostw świata; zdobyła złoto w 2014. Brązowa medalistka mistrzostw Europy w 2013, 2019, 2020, 2021 i igrzysk europejskich w 2015. Wygrała indywidualny Puchar Świata w 2020. Wicemistrzyni świata juniorów w 2011 i mistrzyni Europy w 2010 roku.
Dziesięć razy zdobyła tytuł mistrzyni Niemiec w latach: 2009 i 2011 – 2020 i trzecie miejsce w 2010 roku.